# یوزف فیلتسمایر
یوزف فیلتسمایر (آلمانی: Joseph Vilsmaier؛ زادهٔ ۲۴ ژانویهٔ ۱۹۳۹ – درگذشته ۱۱ فوریه ۲۰۲۰) یک کارگردان فیلم و فیلم‌بردار اهل آلمان بود.
از فیلم‌ها یا مجموعه‌های تلویزیونی که وی در آن‌ها نقش داشته‌است می‌توان به نانگا پاربات و زندگی عجیب و غریب بارون فریدریش فون در ترنک اشاره نمود.